# Адамія Ной Петрович
Ной Петрович Адамія  (груз. ნოე პეტრეს ძე ადამია; 21 грудня 1917 — зник безвісти 3 липня 1942) — Герой Радянського Союзу (1942).

## Життєпис
Народився 21 грудня 1917 року в селі Матхонджи (нині в Імеретії, Грузія) у селянській родині. Грузин. Вчився у середній школі в Тбілісі.
З 1938 року проходить службу в Військово-морському флоті СРСР. В 1940 році закінчив Одеське військово-морське училище.
З 1941 року на фронтах німецько-радянської війни. Відзначився під час другої оборони Севастополя.
В 1942 році інструктор снайперської справи 7-ї бригади морської піхоти (Приморська армія, Північно-Кавказький фронт) старшина Адамія був одним з ініціаторів снайперського руху. Навчив снайперській справі 80 бійців. Особисто знищив близько 200 гітлерівців, підбив 2 танки.
21 червня 1942 потрапив в оточення з 11 автоматниками. Під його командуванням група упродовж дня вела бій з ворогом, знищивши близько сотні гітлерівців, прорвала вороже кільце і з боєм вийшла з оточення.
На початку липня 1942 року зник безвісти.

## Нагороди
24 липня 1942 року Ною Петровичу Адамії присвоєно звання Героя Радянського Союзу.
Також нагороджений:
- орденом Леніна
- медалями

## Вшанування пам'яті
Ім'я Ноя Адамії викарбувано на одній з плит в Меморіалі на честь героїв другої оборони Севастополя, де зазначені Герої Радянського Союзу, що брали участь в обороні міста.
Іменем Н.Адамії також названа одна з вулиць міста Сухумі.